# Talisman (formație)
Talisman e o formație română care a luat naștere în 1996.

## Istorie
Prima audiție au avut-o pe 16 decembrie 1996 la festivalul „Om bun”, unde au și câștigat marele premiu. Piesa de rezistență a formației se numește „Atât de singur”.
Alin Oprea și Tavi Colen s-au cunoscut în „Complexul Studențesc Regie”, pe când le cântau fetelor cu chitara. Înainte de a înființa grupul Talisman, cei doi au mai cântat împreună în formația Sin (1992-1994).
În 1997 cei doi au obținut Premiul de popularitate la „Festivalul Cântecului de Dragoste”. În același an au lansat maxi-single-ul „Atât de singur” și au susținut recitaluri la „Cerbul de aur” și „Festivalul Mamaia”. Un an mai târziu Talisman este desemnată Formația anului la „Superlativele VIP”, primește „Discul de Platină” pentru vânzarea EP-ului „Atât de singur” în peste 500.000 de exemplare, lansează albumul „Talisman” și susțin un număr de 282 de concerte în țară.
Și anul 1999 s-a dovedit a fi unul de succes pentru trupă. Talisman a fost desemnată formația pop-rock a anului la premiile „Expres Muzical 1999”, a avut o colaborare cu formația Phoenix, cu care a imprimat maxi-single-ul „Ora Hora”, și a susținut concerte în Occident. Au urmat apoi albumul „De ziua ta” (2000), videoclipul piesei cu același nume, albumul „Talisman live” audio și video (2001), albumul „Balade” (2003) și albumul „La prima vedere” (2004).
În 2006 trupa a aniversat 10 ani de activitate, prin lansarea unui nou album, intitulat Pentru prieteni. Primul single extras a fost piesa ”Señorita”.
La sfârșitul anului 2006, Alin Oprea și Tavi Colen au hotărât să se despartă, iar trupa Talisman a continuat în formula Alin Oprea cu cinci tineri instrumentiști: ”Trupa Talisman nu dispare, ea continuă să existe și, pe lângă instrumentiști, vom avea și două prezențe feminine pentru voce de fundal.”, a declarat Alin Oprea. Pentru a sărbători împlinirea a 10 ani de Talisman, MediaPro Music a lansat pe piață în anul 2007 prima compilație a trupei, cuprinzând cântece edite și un cântec inedit.

## Membrii formației
- Alin Oprea (vocal, chitară, vioară)
- Fernando Draganici (claviatură, fluier, percuție, vocal)
- Alberto Bolocan (chitară, vocal)
- Dani Vlad (chitară bas)
- Rahan (tobe)